# 沢田村 (大阪府)
沢田村（さわだむら）は、かつて大阪府志紀郡に存在した村である。現在の藤井寺市の中部、西名阪自動車道・藤井寺インターチェンジの東側一帯にあたる。

## 歴史
- 1889年（明治22年）4月1日 - 町村制の施行により、志紀郡沢田村・古室村・林村の区域をもって発足。
- 1890年（明治23年）3月31日 - 道明寺村と合併し、改めて道明寺村が発足。同日沢田村廃止。

## 交通

### 鉄道路線
現在は村域を南大阪線が通過するが、当時は未開通。

### 道路
現在は旧村域に西名阪自動車道の藤井寺インターチェンジが所在するが、当時は未開通。

## 名所・旧跡・観光スポット・祭事・催事
- 大鳥塚古墳
- 古室山古墳
- 高塚山古墳
- 仲ツ山古墳
- 長持山古墳
- 鍋塚古墳